# Национальная библиотека Чеченской Республики
Национа́льная библиоте́ка Чече́нской Респу́блики имени Абуза́ра Айдами́рова — первая публичная библиотека Грозного, основанная в 1904 году. В 1920 году была переведена на государственное финансирование, а в 1929 году, когда Грозный стал центром Чеченской автономной области, получила статус областной. В 1936 году Чечено-Ингушская область была преобразована в республику, а библиотека обрела статус республиканской. В 2013 году по случаю 80-летия со дня рождения Народного писателя Чечни Абузара Айдамирова Национальной библиотеке было присвоено его имя.

## История

### Становление
Республиканская универсальная научная библиотека открылась в октябре 1904 года благодаря усилиям учителей Пушкинского училища Грозного. Книжный фонд поначалу целиком формировался из пожертвований горожан. До установления Советской власти библиотека была одним из немногих культурных учреждений Грозного. До революционных событий 1917 года её фонд составлял более 14 тысяч книг и журналов, библиотеку посещало 1172 читателя.
В 1920 году библиотека была переведена на государственное финансирование. После того, как Грозный, прежде бывший отдельной административной единицей, был присоединён к Чеченской автономной области, библиотека получила статус областной.
В 1927 году сотрудница библиотека Раиса Николаевна Кононенко приняла участие в первом Всесоюзном съезде избачей, который прошёл в Москве. В 1934 году Чеченская и Ингушская автономные области были объединены в Чечено-Ингушскую автономную область. Тогда же директором библиотеки назначен Иван Васильевич Сергеев, который занимал эту должность до 1964 года.
В 1936 году Чечено-Ингушская область была преобразована в республику, а библиотека обрела статус республиканской.

### Великая Отечественная война
В январе 1943 года, когда линия фронта стала приближаться к границам Чечено-Ингушетии библиотека временно прекратила свою работу. Библиотека вновь открылась в сентябре 1943 года. После депортации чеченцев и ингушей сотрудники спрятали и сохранили в фондах большое количество литературы на чеченском и ингушском языках, которая, согласно проводившейся тогда официальной политике, подлежала уничтожению.

### Послевоенный период

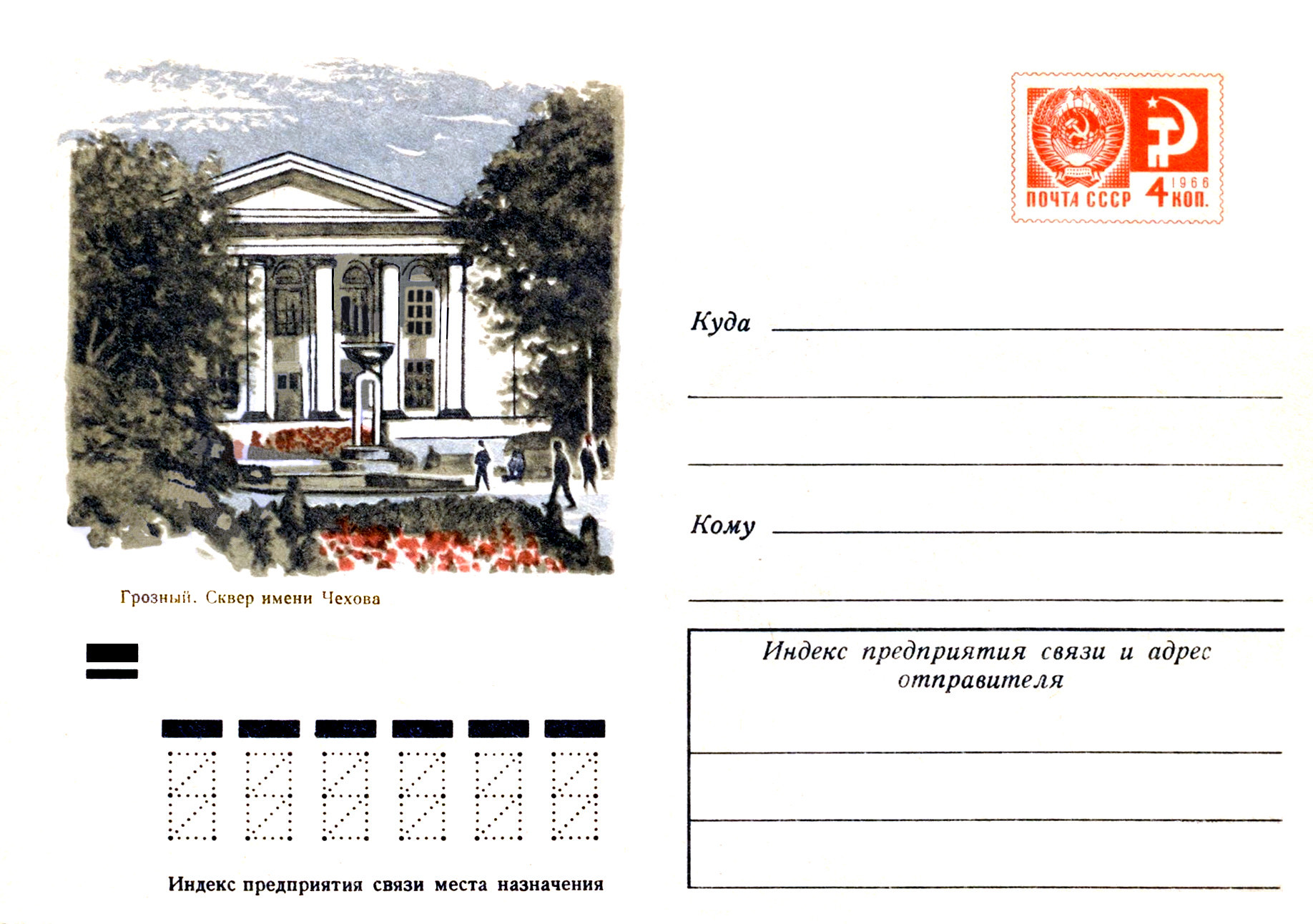
«Грозный. Сквер имени Чехова». Художественный маркированный конверт СССР. 1971 год.

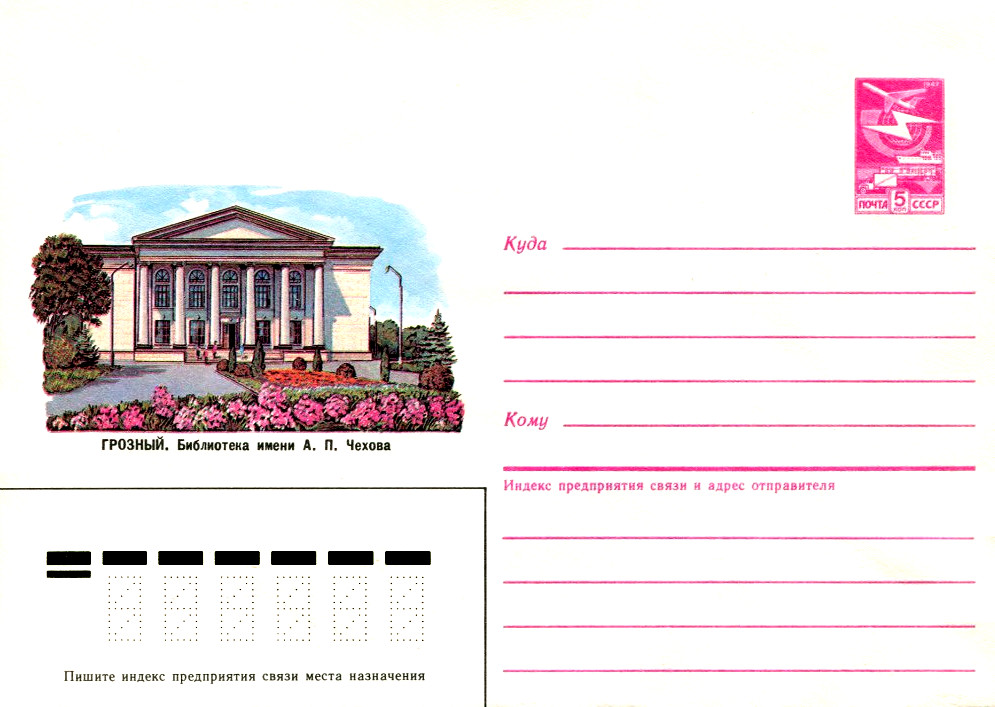
«Грозный. Библиотека имени Чехова». Художественный маркированный конверт СССР. 1985 год.

11 июля 1945 года в связи с 40-летием смерти Антона Павловича Чехова библиотеке было присвоено его имя. В 1964 году директором библиотеки стала Голикова Инна Фёдоровна. В январе 1966 году в сквере имени А. П. Чехова было открыто новое здание библиотеки. В 1971 и 1985 годах были выпущены художественные конверты с изображением здания библиотеки.
В 1980 году впервые директором была назначена чеченка — одна из первых национальных специалистов Тамара Пацевна Габисова, выпускница Ленинградского государственного института культуры, заслуженный работник культуры Чечено-Ингушетии и РСФСР.
В 1983 году библиотеке стала государственной универсальной научной библиотекой. В 1980-х годах в библиотеку каждый год поступало до 35 тысяч экземпляров книг, 60 газет и 485 журналов. В начале 1990-х годов в библиотеке насчитывалось 2,65 млн единиц хранения. В фондах библиотеки находились уникальные краеведческие документы; патенты социалистических стран, входивших в Совет экономической взаимопомощи; примерно 10 тысяч раритетных изданий.
В 1989 году открылся доступ к закрытым прежде «спецфондам». Архив местной печати насчитывал более 10 тысяч экземпляров — вся республиканская печатная продукция с 1957 года. В штатах библиотеки числилось 136 специалистов, велась научно-исследовательская работа. В 1988 году была защищена первая кандидатская диссертацию.
Долгие годы в библиотеке проходили практику студенты библиотечных отделений Московского института культуры, Дагестанского университета, Краснодарского института культуры.

### Постсоветский период

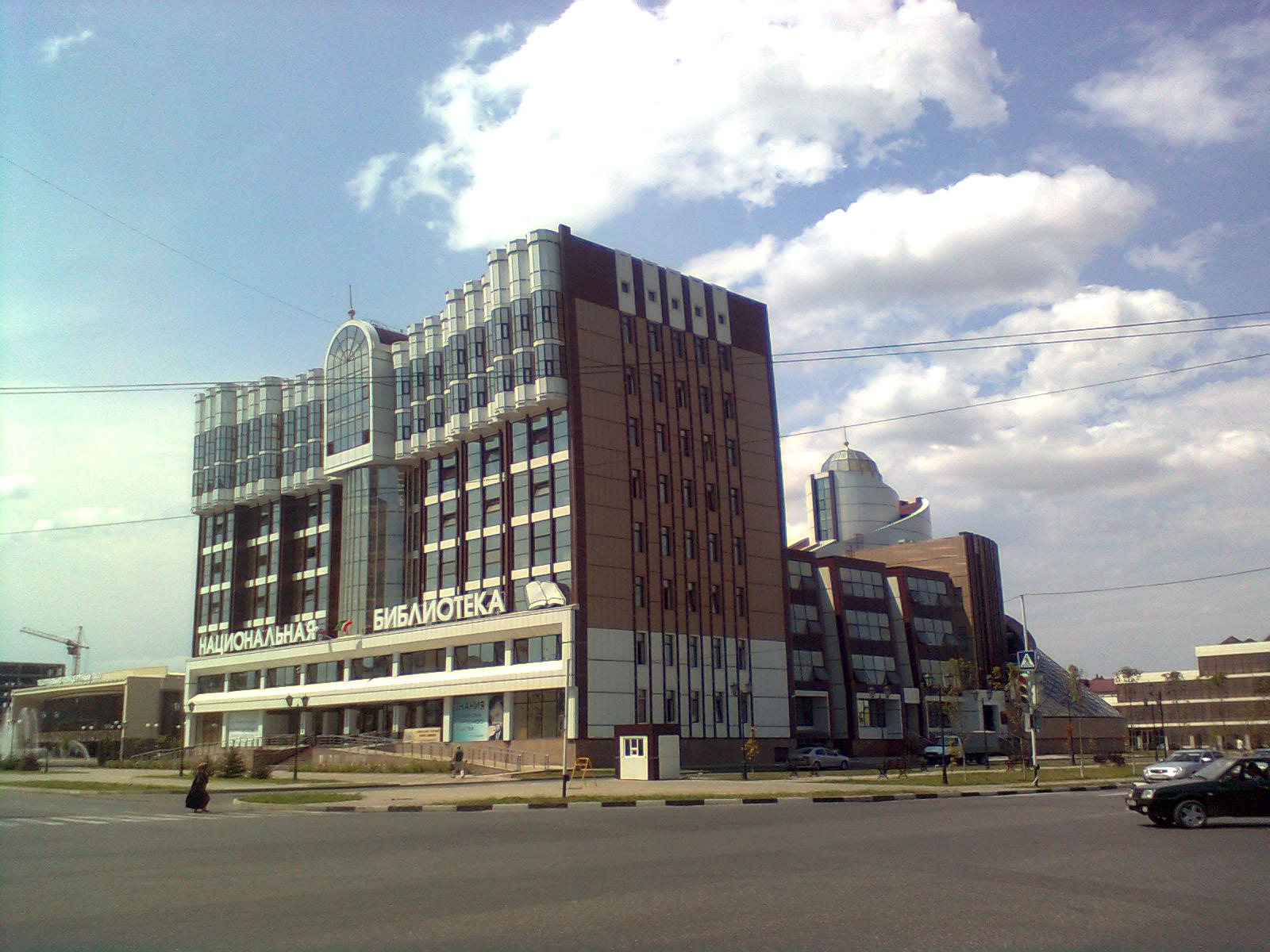
Национальная библиотека Чеченской Республики

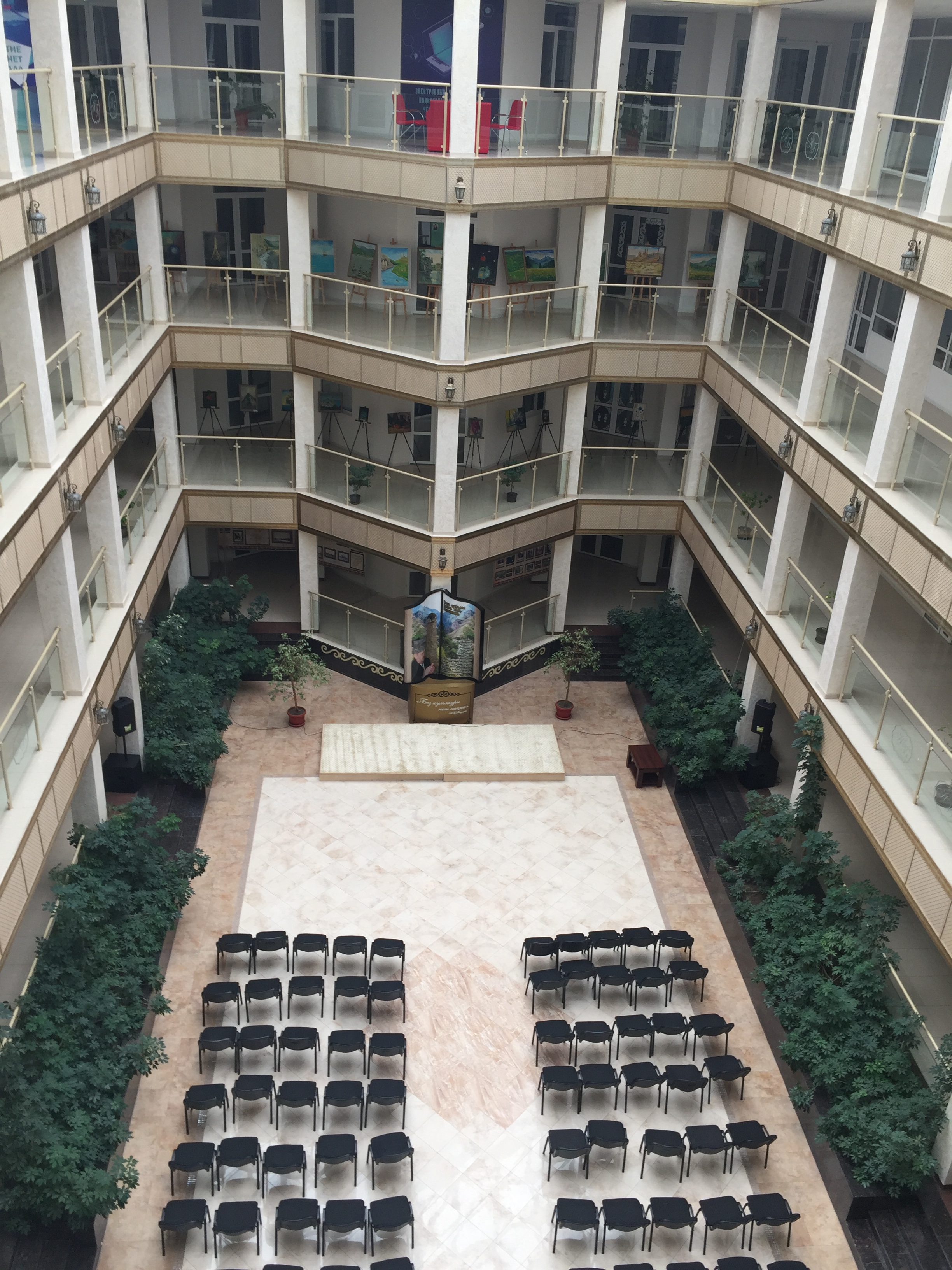
Национальная библиотека Чеченской Республики. Зимний сад.

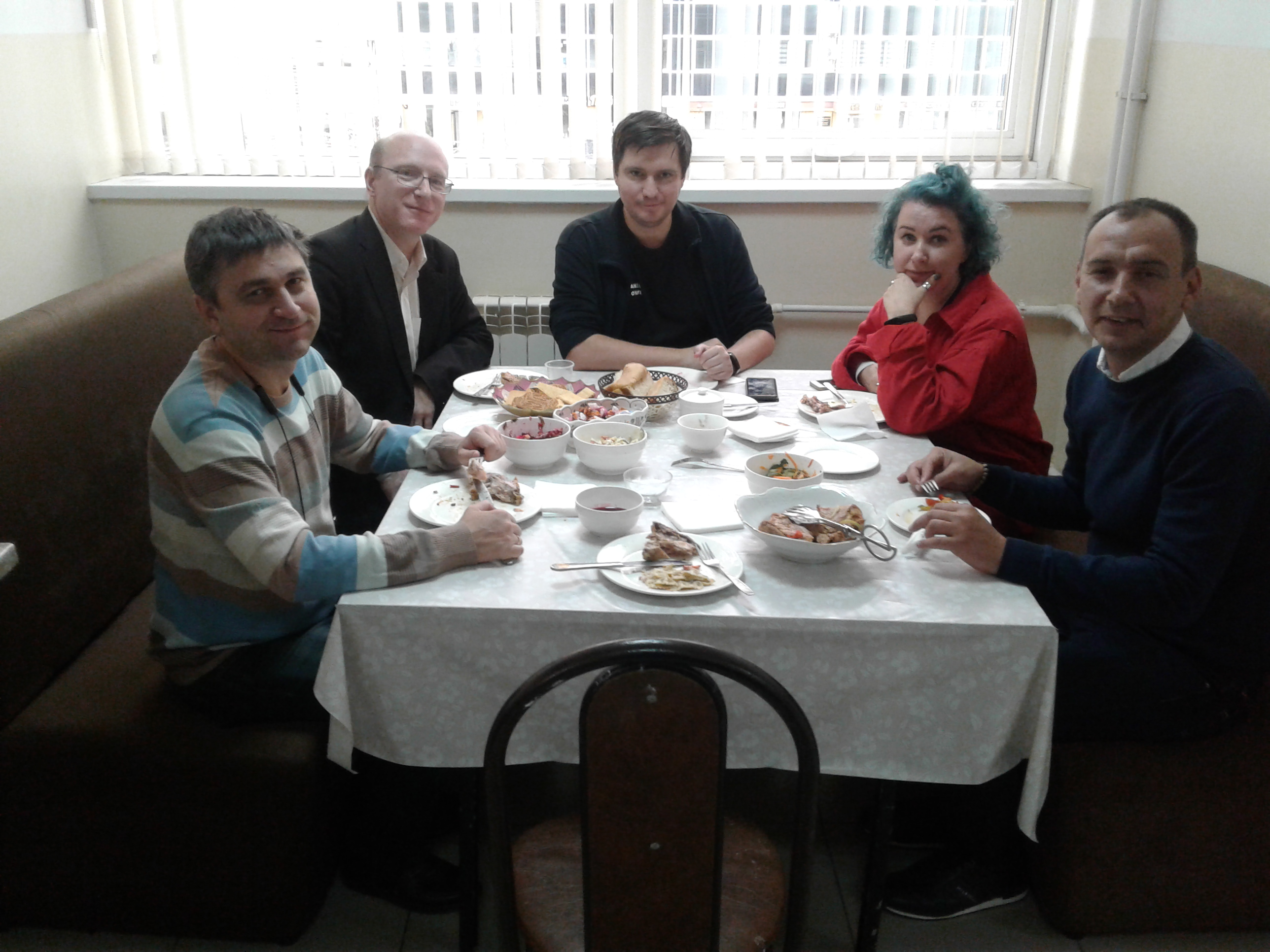
Представители «Викимедиа РУ» на «Северокавказском Вики-семинаре 2020» в Национальной библиотеке. Кофе-брейк.

В 1993 году директором библиотеки был назначен кандидат исторических наук Эдилбек Хасмагомадов.
В результате военных действий 1994—1995 годов библиотека была полностью разрушена, а её уникальные фонды — разграблены и сожжены.
Библиотека возобновила работу в неприспособленных помещениях под трибуной городского стадиона ручных игр. Постановлением Правительства национального возрождения Чечни  12 декабря 1995 года ей был присвоен статус Национальной библиотеки.
Фонды библиотеки пополнялись за счёт литературы, которую безвозмездно передавали библиотеки Москвы, Дагестана, Ставрополя, Кабардино-Балкарии. Библиотеки Чеченской Республики, менее пострадавшие от войны, также передали часть своих фондов. Многие жители Чечни приносили свои книги в дар библиотеке.
С 2005 года Национальная библиотека занимала второй этаж в здании Республиканского центра искусства и культуры. К тому времени в фондах библиотеки насчитывалось 23 тысячи единиц хранения. Библиотеку посещали 3 тысячи человек в год.
23 марта 2013 года состоялось открытие нового здания библиотеки. Оно располагается в центре Грозного. Его общая площадь составляет более 13 тысяч квадратных метров. 30 октября 2013 года по случаю 80-летия со дня рождения Народного писателя Чеченской Республики Абузара Айдамирова Национальной библиотеке было присвоено его имя. В этом же здании располагается Республиканская детская библиотека Чеченской Республики.
На прошедшем в 2013 году в Нальчике фестивале «Традиции и новаторство в архитектуре Северного Кавказа» проект здания Национальной библиотеки ЧР стал победителем в номинации «Постройка».
В марте 2017 году был открыт доступ к электронным фондам библиотеки.
10 ноября 2019 года в Национальной библиотеке состоялся первый Северокавказский Вики-семинар.
7 ноября 2020 года в библиотеке прошёл «Северокавказский Вики-семинар 2020».

## Руководители библиотеки
- 1934—1964 — Иван Васильевич Сергеев;
- 1964—1978 — Инна Фёдоровна Голикова;
- 1978—1980 — Полина Сергеевна Горбунова;
- 1980—1993 — Тамара Пацевна Габисова;
- 1993—2014 — Эдилбек Хамидович Хасмагомадов;
- 2014—н. в. — Сацита Магомедовна Исраилова[17].

## В филателии
В 1971 и 1985 годах в СССР были выпущены художественные маркированные конверты с изображением тогдашнего здания библиотеки.

### Книги
- Альтимирова З. Х-А. Национальная библиотека: история и современность (1904—2004). Библиографический указатель. — Грозный: ГУП «Книжное издательство», 2004. — 200 экз.
- Ваксман Александр. Записки краеведа. — Грозный: Чечено-Ингушское книжное издательство, 1984. — С. 19—21. — 96 с. — 5000 экз.
- Музакаев Дикалу. Чеченская культура — от традиционности к современности. — Грозный: ФГУП «Издательско-полиграфический комплекс», 2012. — 280 с. — 800 экз.
- Чечня: право на культуру. — М.: «Полинформ-Талбури», 1999. — С. 25—28. — 120 с. — 1500 экз.

### Статьи
- Абалаева Малика. Душ человеческих добрые лекари // Вести республики : газета. — 2014. — № 105(2289). — С. 3.
- Абалаева Малика. Книга — бесценный источник знаний // Вести республики : газета. — 2013. — № 20.
- Абалаева Малика. Храму науки — 110 лет! // Вести республики : газета. — 2014. — № 133. — С. 3.
- Альтамирова Зура. В нашей памяти навсегда // Вести республики : газета. — 2014. — № 146.
- Аюбов Замид. Здание Национальной библиотеки — лучшее на Северном Кавказе // Вести республики : газета. — 2013. — № 212.
- Аюбов Замид. Сохраним дух Абузара Айдамирова // Молодёжная смена : газета. — 2014. — № 15.
- Махмудова Тамара. Адамийн синкхачин хазна (чеченский) // Даймохк : газета. — 2013. — № 58.
- Махмудова Тамара. Национальная библиотека — вековая история // Нана : журнал. — 2005. — № 4. — С. 49—55.
- Муртазалиева Асет. Когда мечты сбываются // Культура Чеченской Республики : журнал. — 2013. — № 1 (11).
- Муртазалиева Асет. Служение книге // Грозненский рабочий : газета. — 2009. — № 20.
- Нухаев Магомед. Читательская конференция // Молодёжная смена : газета. — 2005. — № 32 (235). — С. 5.
- Осмаев Мовла. Вековой юбилей чеченской библиотеки // Вестник Лам : журнал. — 2004. — № 6. — С. 26—28.
- Печальный юбилей Национальной библиотеки // Вестник Лам : журнал. — 2004. — № 3. — С. 24—31.

- Сапарова Седа. Наш многонациональный мир // Вести республики : газета. — 2013. — № 212. — С. 4.
- Саралиева Табарик. Къоман библиотекан селхане а, тахане а (чеченский) // Даймохк : газета. — 2014. — № 60. — С. 3.
- Усманова Малика. Скажи, что читаешь, и я скажу, кто ты // Вести республики : газета. — 2013. — № 12 июля.
- Уциева Шайман. Библиотеки Чечни вчера и сегодня: работа библиотек в экстремальный условиях // Вайнах : журнал. — 2003. — № 7. — С. 35—37.
- Фёдорова Зинаида. Библионочь // Столица плюс : газета. — 2013. — № 47—48. — С. 7.
- Фёдорова Зинаида. Д. Лихачёв: От библиотекарей зависит образование страны, её культура // Столица плюс : газета. — 2014. — № 47. — С. 3.
- Фёдорова Зинаида. Национальная библиотека отметила свой вековой юбилей // Столица плюс : газета. — 2004. — № 100.
- Чечня читающая? // Молодёжная смена : газета. — 2006. — № 32. — С. 5.
- Шадиева Людмила. Слово о наставниках // Вестник Лам : журнал. — 2005. — № 1. — С. 31—33.
- Юделева Инга. Хранилище интеллекта // Молодёжная смена : газета. — 2013. — № 41(1075).